# Planina Hermon
Planina Hermon (arapski جبل الشيخ‎, Jabal el-Shaykh; hebrejski הר חרמון‎, Har Hermon) je 2814 metara
visoka planina koja se nalazi na granici između Libanona i Sirije, u sklopu anitlibanonskog gorja. To je najviša planina na istočnom dijelu Sredozemnog mora. 
Sastoji se od vapnenca i pješčenjaka te se proteže nekoliko kilometara u daljinu. Na zapadnom dijelu rastu šume, dok na istočnom dijelu većinom nema nikakve vegetacije.
Iako se nalazi na Bliskom istoku, zimi je većinom prekrivena snijegom, zbog čega je popularna turistička atrakcija. Topljenjem snijega, u proljeće je dragocijeni izvor vode za rijeku Jordan.
Nakon Šestodnevnog rata 1967., izraelska vojska je zauzela donji dio Hermona u sklopu Golanske visoravni. Usprkos rezoluciji 242 Vijeća sigurnosti UN-a koja poziva na povlačenje IDF-a s Golana, do danas se taj južni dio planine nalazi pod izraelskom kontrolom. Prema izraelskim dužnosnicima, to je područje strateški bitno za sigurnost hebrejske države jer nadgleda dio Galileje, poglavito grad Kirjat Šmonu. To je također popularna destinacija za skijaše. Godišnje i do 10.000 Izraelaca posjećuje južni dio planine tijekom zime. Ujedinjeni narodi već duže vrijeme raspoređuju mirovne snage na toj lokaciji kako bi razdvojili dvije sukobljene strane.